# Сумита
Сумита (яп. 住田町 Сумита-тё:) — посёлок в Японии, находящийся в уезде Кесен префектуры Иватэ. Площадь посёлка составляет 334,83 км², население — 5884 человека (1 августа 2014), плотность населения — 17,57 чел./км².

## Географическое положение
Посёлок расположен на острове Хонсю в префектуре Иватэ региона Тохоку. С ним граничат города Офунато, Рикудзентаката, Итиносеки, Тоно, Камаиси, Осю.

## Население
Население посёлка составляет 5884 человека (1 августа 2014), а плотность — 17,57 чел./км². Изменение численности населения с 1980 по 2005 годы:
| 1980 | 9036 чел. |  |
| 1985 | 8702 чел. |  |
| 1990 | 8228 чел. |  |
| 1995 | 7783 чел. |  |
| 2000 | 7305 чел. |  |
| 2005 | 6848 чел. |  |

## Символика
Деревом посёлка считается криптомерия, цветком — башмачок крупноцветковый, птицей — Syrmaticus soemmerringii.